# 张损之
张損之（?—?），江蘇人，隋朝侍御史諸曹員外郎。儿子张浤曾任会稽令，唐朝河南府法曹参军张从师是他的后代。
于隋大業年间中進士甲科，是中國歷史上第一批進士之一（有争议）。